# Dipolydora giardi
Dipolydora giardi är en ringmaskart som först beskrevs av Mesnil 1896.  Dipolydora giardi ingår i släktet Dipolydora och familjen Spionidae. Arten har ej påträffats i Sverige. Inga underarter finns listade i Catalogue of Life.